# روبرت لانغدون
روبرت لانغدون (بالإنجليزية: Robert Langdon)‏ هو شخصية خيالية من تأليف الروائي الأمريكي دان براون ظهر في خمس روايات أولاً في رواية ملائكة وشياطين (2002)، ثم في رواية شيفرة دافينشي (2003)، وبعد ذلك ظهر في رواية الرمز المفقود (2009)، وفي رواية الجحيم (2013)، وأخيراً في رواية الأصل (2017)وجسد توم هانكس دور روبرت لانغدون في فيلم فيلم شيفرة دافينشي (2006)، فيلم ملائكة وشياطين (2009) وفيلم جحيم (2016) وأشلي زوكرمان في مسلسل الرمز المفقود وهو عالم رموز وبروفيسور في جامعة هارفارد يواجه مغامرات بوليسية تدور احداثها في دول عدة بإطار معقد يدمج بين الحاضر والرموز التاريخية.
يتميز روبرت لانغدون بمعطفه وساعة ميكي ماوس التي أعطاها له أبوه حول معصمه، وفوبيا الأماكن الضيقة المصاب بها، وغزارة علمه  في التاريخ والآثار 

## وصلات خارجية
- روبرت لانغدون الرسمي
- Robert Langdon described in-depth by Dan Brown in his 21 Dec 2005 Witness Statement to London's High Court